# Martin Dalair
Martin Dalair est un animateur de radio de Québec (Québec, Canada) depuis plus de 25 ans. Il était à la tête de l'émission du matin Le buzz de Québec, sur les ondes de Radio Énergie, et ce, de 2004 à 2007. À partir du 20 août 2007, il devient l'animateur de les héros du midi sur les ondes de CHIK-FM 98.9 ainsi que du Top 10, émission qu'il avait déjà animé, jusqu'en 2009. Il est maintenant à la barre de l'émission « Dalair le matin » à WKND Radio 91.9, avec Joannie Fortin et Catherine Bachand. On le surnomme le Chuck Norris de la radio de Québec.